# Feldbergen

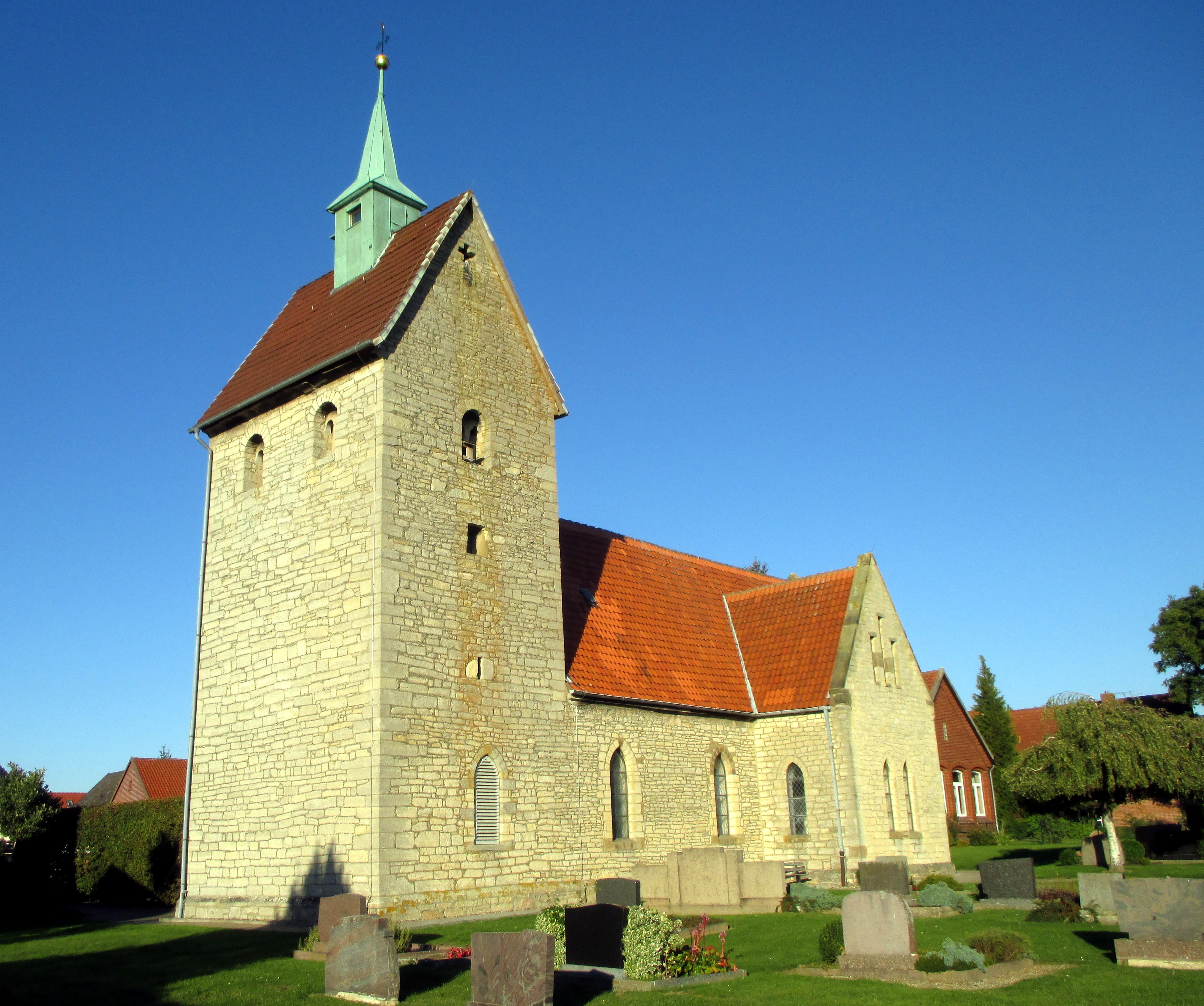
Evangelische Kirche

Feldbergen ist ein Ortsteil der Gemeinde Söhlde im Landkreis Hildesheim in Niedersachsen.

## Geographie
Feldbergen ist beginnend im Norden und dem Uhrzeigersinn folgend von den Dörfern Mölme, Hoheneggelsen, Klein Himstedt, Bettrum, Dingelbe, Garbolzum, Garmissen und Oedelum umgeben. Naturräumlich liegt Feldbergen in der Ilseder Börde, die je nach Definition oft auch zur Hildesheimer Börde gerechnet wird. Dementsprechend ist das Dorf weiträumig von landwirtschaftlicher Nutzfläche umgeben. Im Süden werden diese Flächen durch den bewaldeten Salzgitter-Höhenzug (im Norden Lichtenberge genannt) und das Vorholz begrenzt.

## Geschichte
Am 13. November 1528 machte der Bischof von Hildesheim und Vizekanzler des Kaisers Karl V. Balthasar Merklin beim Einzug in sein Bistum in Feldbergen Halt.
Die Junggesellschaft Feldbergen wurde im Jahr 1850 gegründet und ist eine der ältesten Junggesellschaften Deutschlands.

### Einwohnerentwicklung
| Feldbergen – Bevölkerungsentwicklung seit 2012 | Feldbergen – Bevölkerungsentwicklung seit 2012 | Feldbergen – Bevölkerungsentwicklung seit 2012                                                                        |
| Jahr                                           | Einwohner                                      | Entwicklung |
| ---------------------------------------------- | ---------------------------------------------- | --- |
| 2012                                           | 433                                            | Hier fehlt eine Grafik, die leider im Moment aus technischen Gründen nicht angezeigt werden kann. Wir arbeiten daran! |
| 1. Sep. 2015                                   | 423                                            | Hier fehlt eine Grafik, die leider im Moment aus technischen Gründen nicht angezeigt werden kann. Wir arbeiten daran! |
| 1. Sep. 2016                                   | 381                                            | Hier fehlt eine Grafik, die leider im Moment aus technischen Gründen nicht angezeigt werden kann. Wir arbeiten daran! |
| 31. Dez. 2017                                  | 390                                            | Hier fehlt eine Grafik, die leider im Moment aus technischen Gründen nicht angezeigt werden kann. Wir arbeiten daran! |
| 31. Dez. 2018                                  | 383                                            | Hier fehlt eine Grafik, die leider im Moment aus technischen Gründen nicht angezeigt werden kann. Wir arbeiten daran! |

## Politik

### Wappen
Das Wappen zeigt einen Hügel mit fünf Ähren darüber in Gold auf grünem Grund.

### Ortsrat
Der Ortsrat setzt sich aus fünf Ratsfrauen und Ratsherren zusammen. Nach der Kommunalwahl am 11. September 2016 ergab sich die folgende Sitzverteilung (in Klammern Veränderung zur Wahl 2011):
- CDU; 4 Sitze (+2)
- Einzelbewerber Langkop: 1 Sitz (+1)
- SPD: 0 Sitze (−3)

### Ortsbürgermeister
Ortsbürgermeister ist Cord Langkop.

## Sehenswürdigkeiten
Der Eingang der Dorfkirche ist über eine Treillage zu erreichen. Dabei handelt es sich um einen von seitlich wachsenden Bäumen überdachten Erschließungsgang, der auch Laubengang genannt wird.

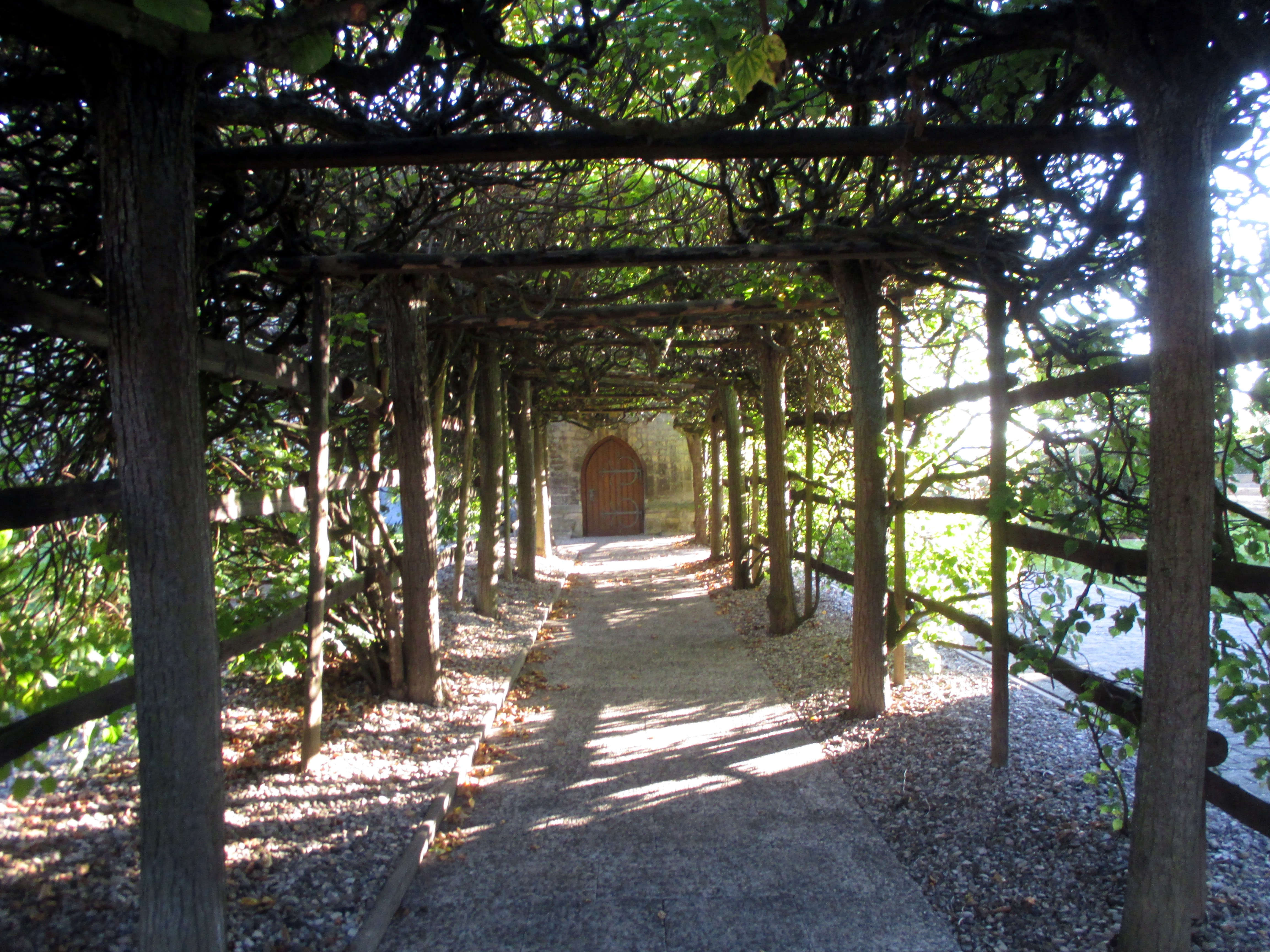
Innenansicht des Laubengangs in Richtung Kirchentür
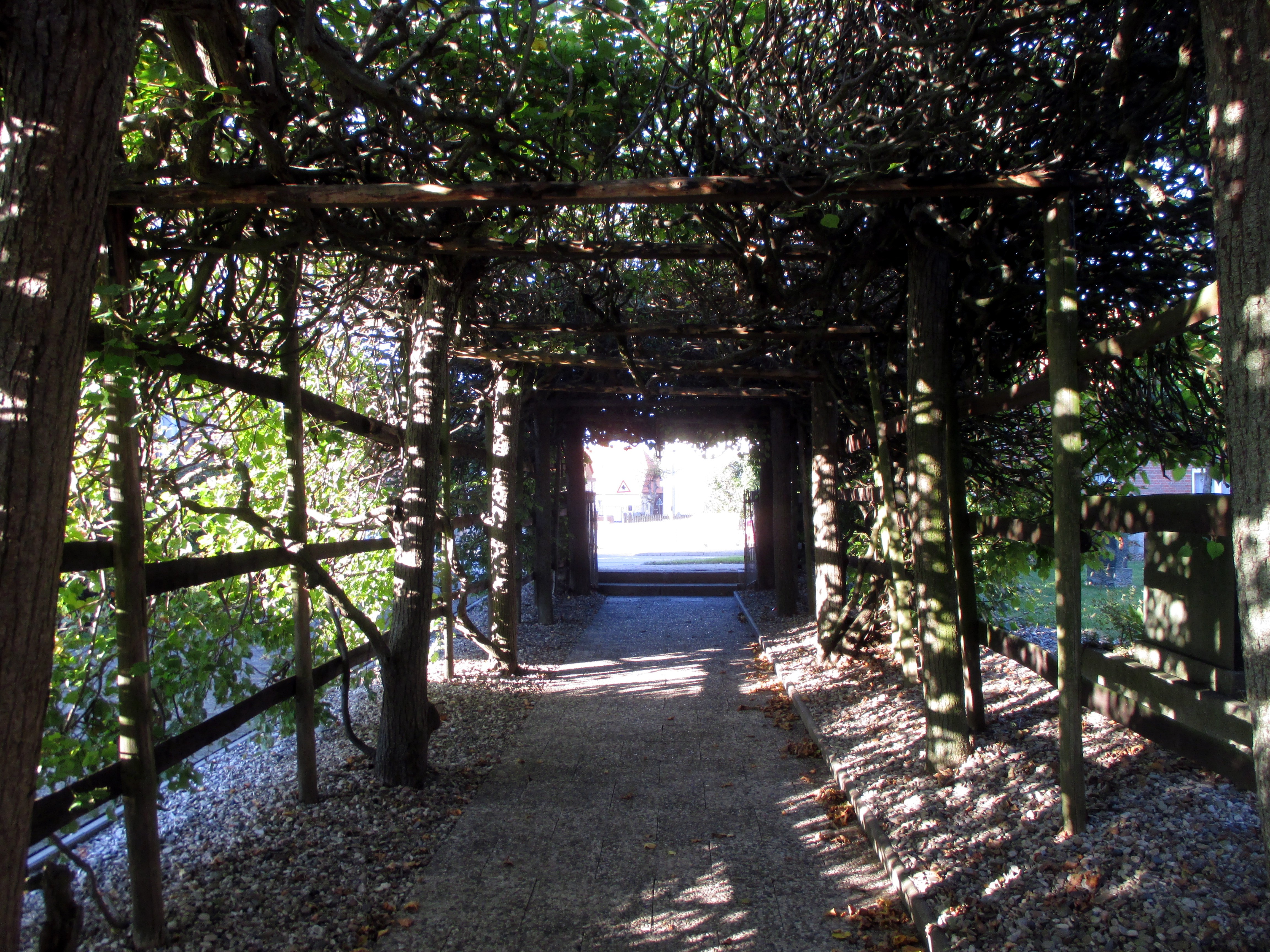
Innenansicht in Richtung Straße
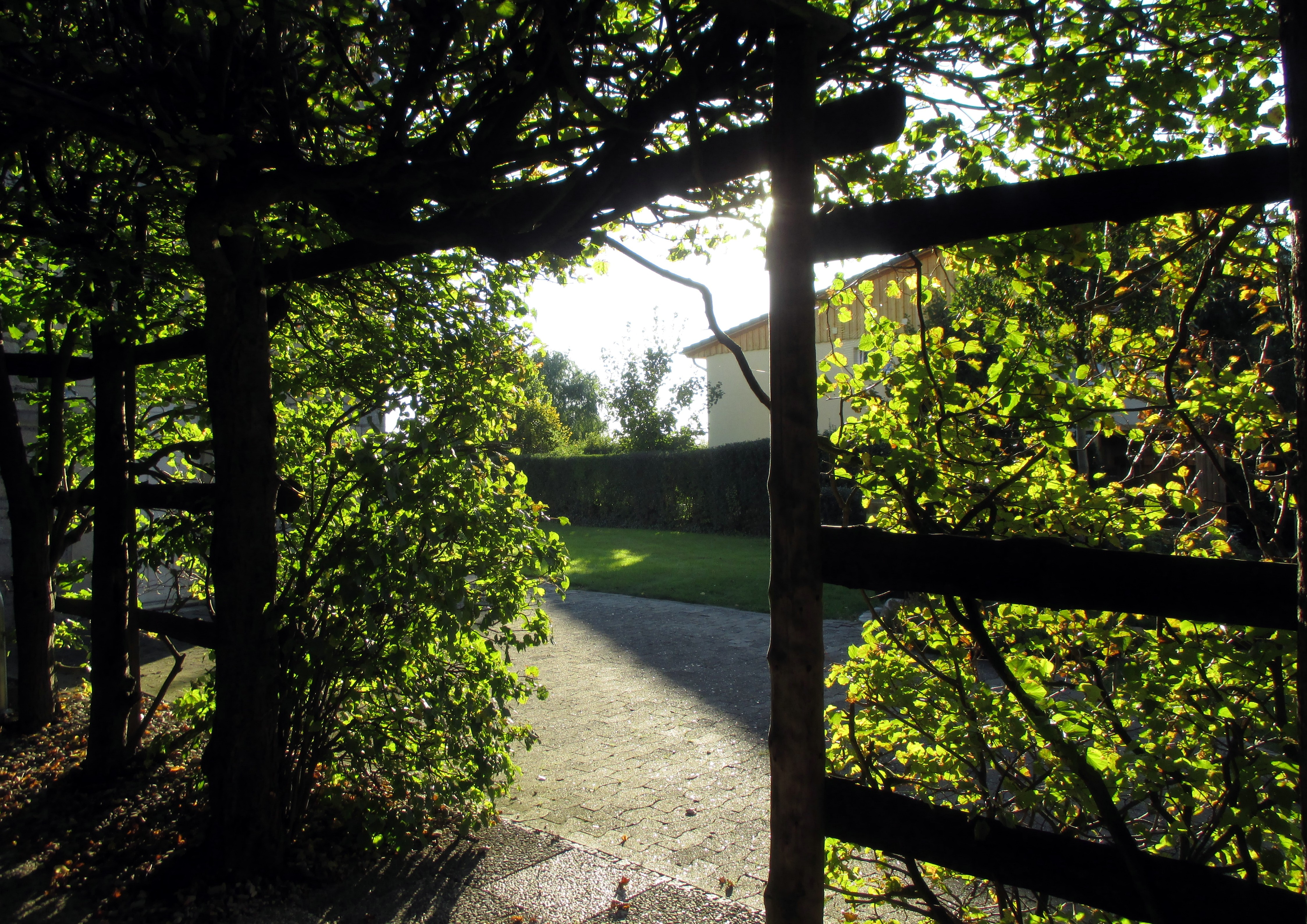
Seitlicher Eingang
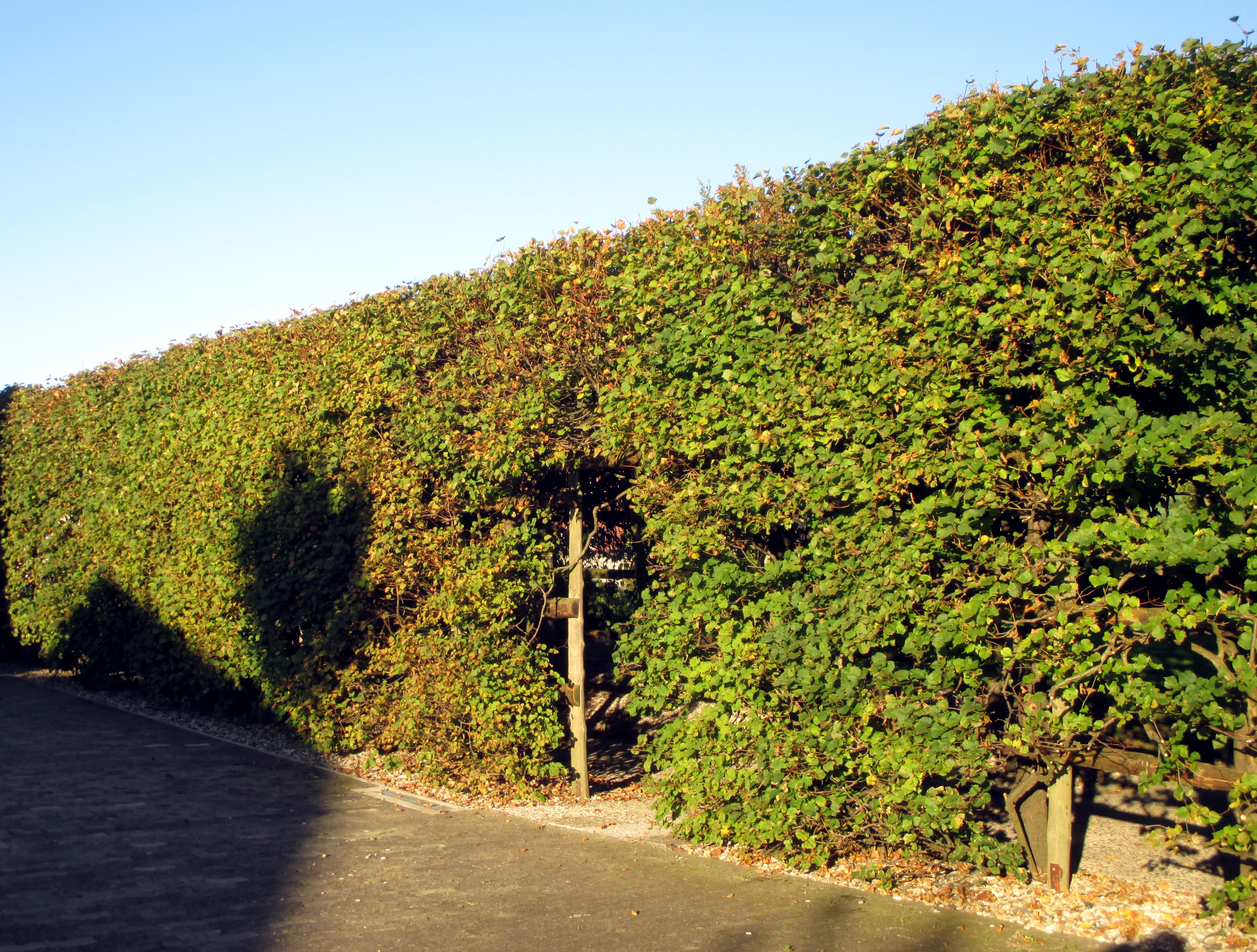
Außenansicht des Laubengangs
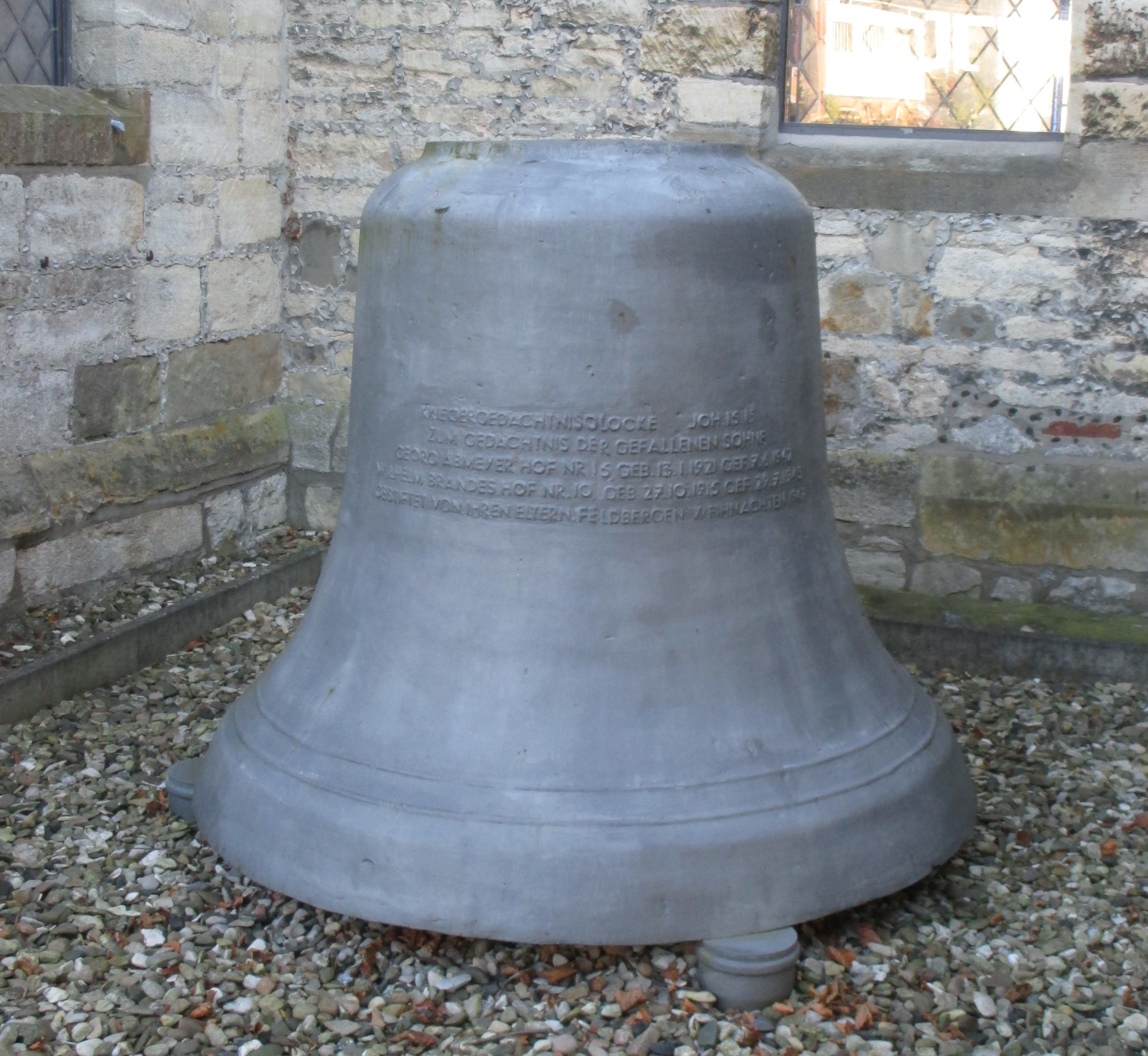
Kriegergedächtnisglocke an der Kirche

## Wirtschaft und Infrastruktur

### Verkehrsanbindung
Über die Bundesstraße 1 ist Feldbergen an die umliegenden Dörfer Schellerten, Garbolzum, Hoheneggelsen und Groß Lafferde, die Großstädte Braunschweig und Hildesheim sowie an die Bundesstraße 444 angebunden. Daneben verbindet die Kreisstraße 215 den Ort mit Mölme und Dingelbe.
Der nächste Bahnhof liegt zwischen Groß Himstedt und Hoheneggelsen an der Bahnstrecke Hildesheim–Braunschweig.